# Freluga
Freluga är en ort i Bollnäs kommun, belägen i Bollnäs socken sydväst om Bollnäs och väster om Edstuga. Freluga utgjorde en tätort år 2000 men upphörde som sådan år 2005, men blev åter tätort 2015.

## Befolkningsutveckling
| Befolkningsutvecklingen i Freluga 1960–2020 | Befolkningsutvecklingen i Freluga 1960–2020 | Befolkningsutvecklingen i Freluga 1960–2020 | Befolkningsutvecklingen i Freluga 1960–2020 | Befolkningsutvecklingen i Freluga 1960–2020 |
| --- | ------------------------------------------- | ------------------------------------------- | ------------------------------------------- | ------------------------------------------- |
| |                                             |                                             |                                             |                                             |
| År |                                             |                                             | Folkmängd                                   | Areal (ha)                                  |
| 1960 | 1960                                        |                                             | 186                                         | ¤                                           |
| 1990 | 1990                                        |                                             | 170                                         | 40#                                         |
| 1995 | 1995                                        |                                             | 176                                         | 40#                                         |
| 2000 | 2000                                        |                                             | 200                                         | 40                                          |
| 2005 | 2005                                        |                                             | 197                                         | 41#                                         |
| 2010 | 2010                                        |                                             | 194                                         | 41#                                         |
| 2015 | 2015                                        |                                             | 205                                         | 62                                          |
| 2020 | 2020                                        |                                             | 200                                         | 62                                          |
| Anm.: 1990 var Freluga delad på två småorter. Småortsavgränsningarna 1990 och 1995 är inte jämförbara på grund av olika avgränsningsmetoder använda av SCB. Siffran för 1990 motsvarar befolkningen den 31 december 1990 inom området som avgränsades som småort 1995. Ny tätort 2000, ej tätort 2005. Åter tätort 2015. ¤ Som tätortsbebyggelse med 150-199 invånare # Som småort. |                                             |                                             |                                             |                                             |

Två småorter avgränsades i Freluga 1990. Den västra med småortskod S7473 och den östra med småortskod S7089. Dessa två fusionerades 1995 och den nya småorten fick behålla den östra småortens kod.

## Larsson & Söner
I Freluga fanns tidigare en godisfabrik, Larsson & Söner. Bland företagets långvariga produkter fanns Bravokola som lanserades på 1930-talet och Tomteklubbor som lanserades på 1950-talet. Bravokolan såldes ursprungligen med bilder av idrottsmän. På 1950-talet lanserades även chokladkakan Snoddas. År 1963 lanserades produkten punchflaska som snabbt blev en storsäljare. År 2009 lades fabriken ner och produktionen av Bravokola och Tomteklubbor såldes till Fagerströms karamellfabrik i Hudiksvall.